# Russische Frauen-Rugby-Union-Nationalmannschaft
Die russische Frauen-Rugby-Union-Nationalmannschaft (russisch Женская сборная России по регби) ist die Nationalmannschaft Russlands in der Sportart Rugby Union und repräsentiert das Land bei allen Länderspielen (Test Matches) der Frauen. Die organisatorische Verantwortung trägt der Verband Federazija regbi Rossii (russisch: Союз регбистов России, FRR). Traditionell spielt Russland in roten Trikots mit blauen Hosen und roten Socken.
1994 bestritt Russland sein erstes Test Match gegen England. Russland nahm bisher an zwei Weltmeisterschaften teil und erreichte beim Turnier 1994 mit dem elften Platz sein bestes Ergebnis.
Infolge des Russischen Überfalles auf die Ukraine 2022 wurde der russische Verband vom Weltverband World Rugby und dem Kontinentalverband Rugby Europe suspendiert. Seitdem ist die russische Mannschaft vom internationalen Spielbetrieb ausgeschlossen.

## Organisation
Verantwortlich für die Organisation von Rugby Union in Russland ist der Verband Federazija regbi Rossii (russisch: Союз регбистов России, FRR). Sie wurde 1936 gegründet und trat 1990 dem International Rugby Football Board (IRFB; heute World Rugby) bei. Zwei Jahre später trat sie außerdem dem Kontinentalverband Fédération Internationale de Rugby Amateur (FIRA; heute Rugby Europe) bei.

## Geschichte
In Reaktion auf den russischen Überfall auf die Ukraine 2022 wurde die Mitgliedschaft des russischen Verbandes in Übereinstimmung mit anderen Sportverbänden vom Weltverband World Rugby suspendiert, womit sich die Nationalmannschaft nicht mehr für die Weltmeisterschaft 2025 in England qualifizieren konnte. Zuvor war die Nationalmannschaft bereits vom europäischen Verband Rugby Europe suspendiert worden.

## Trikot und Logo
Russland spielt traditionell in roten Trikots mit blauen Hosen und roten Socken. Das Auswärtstrikot ist blau mit blauen Hosen und blauen Socken.
Das Logo des Verbandes zeigt einen stilisierten Bärenkopf.

## Test Matches
Russland hat 22 seiner bisher 46 Test Matches gewonnen, was einer Gewinnquote von 47,83 % entspricht. Die Statistik der Test Matches Russlands gegen alle Nationen, alphabetisch geordnet, ist wie folgt (Stand: 21. Januar 2025):
| Land                    | Spiele | Gewonnen | Unent- schieden | Verloren | % Siege |
| ----------------------- | ------ | -------- | --------------- | -------- | ------- |
| Belgien                 | 5      | 4        | 0               | 1        | 80,00   |
| Bosnien und Herzegowina | 2      | 2        | 0               | 0        | 100,00  |
| Deutschland             | 1      | 1        | 0               | 0        | 100,00  |
| England                 | 2      | 0        | 0               | 2        | 0,00    |
| Finnland                | 3      | 3        | 0               | 0        | 100,00  |
| Italien                 | 4      | 0        | 0               | 4        | 0,00    |
| Kasachstan              | 4      | 3        | 0               | 1        | 75,00   |
| Niederlande             | 5      | 1        | 0               | 4        | 20,00   |
| Norwegen                | 3      | 3        | 0               | 0        | 100,00  |
| Rumänien                | 2      | 2        | 0               | 0        | 100,00  |
| Schottland              | 2      | 0        | 0               | 2        | 0,00    |
| Schweden                | 4      | 0        | 0               | 4        | 0,00    |
| Schweiz                 | 3      | 2        | 0               | 1        | 66,67   |
| Spanien                 | 2      | 0        | 0               | 2        | 0,00    |
| Tschechien              | 1      | 1        | 0               | 0        | 100,00  |
| Vereinigte Staaten      | 1      | 0        | 0               | 1        | 0,00    |
| Wales                   | 2      | 0        | 0               | 2        | 0,00    |
| Gesamt                  | 46     | 22       | 0               | 24       | 47,83   |

## Erfolge

### Weltmeisterschaften
Russland hat sich bisher für zwei Weltmeisterschaften qualifiziert. Das beste Resultat war der elfte Platz beim Turnier 1994.
| Jahr | Resultat           | Spiele             | Siege              | Unent.             | Ndlg.              | +/-                | Punkte             |
| ---- | ------------------ | ------------------ | ------------------ | ------------------ | ------------------ | ------------------ | ------------------ |
| 1991 | nicht teilgenommen | nicht teilgenommen | nicht teilgenommen | nicht teilgenommen | nicht teilgenommen | nicht teilgenommen | nicht teilgenommen |
| 1994 | 11. Platz          | 5                  | 1                  | 0                  | 4                  | 37:57              | –                  |
| 1998 | 16. Platz          | 5                  | 0                  | 0                  | 5                  | 17:302             | –                  |
| 2002 | nicht eingeladen   | nicht eingeladen   | nicht eingeladen   | nicht eingeladen   | nicht eingeladen   | nicht eingeladen   | nicht eingeladen   |
| 2006 | nicht eingeladen   | nicht eingeladen   | nicht eingeladen   | nicht eingeladen   | nicht eingeladen   | nicht eingeladen   | nicht eingeladen   |
| 2010 | nicht qualifiziert | nicht qualifiziert | nicht qualifiziert | nicht qualifiziert | nicht qualifiziert | nicht qualifiziert | nicht qualifiziert |
| 2014 | nicht qualifiziert | nicht qualifiziert | nicht qualifiziert | nicht qualifiziert | nicht qualifiziert | nicht qualifiziert | nicht qualifiziert |
| 2017 | nicht qualifiziert | nicht qualifiziert | nicht qualifiziert | nicht qualifiziert | nicht qualifiziert | nicht qualifiziert | nicht qualifiziert |
| 2021 | nicht qualifiziert | nicht qualifiziert | nicht qualifiziert | nicht qualifiziert | nicht qualifiziert | nicht qualifiziert | nicht qualifiziert |
| 2025 | disqualifiziert    | disqualifiziert    | disqualifiziert    | disqualifiziert    | disqualifiziert    | disqualifiziert    | disqualifiziert    |
| 2029 | noch ausstehend    | noch ausstehend    | noch ausstehend    | noch ausstehend    | noch ausstehend    | noch ausstehend    | noch ausstehend    |
| 2033 | noch ausstehend    | noch ausstehend    | noch ausstehend    | noch ausstehend    | noch ausstehend    | noch ausstehend    | noch ausstehend    |